# Rafa Mir
Rafael Mir Vicente (* 18. Juni 1997 in Murcia) ist ein spanischer Fußballspieler, der seit 2021 beim FC Sevilla unter Vertrag steht und in der Saison 2024/25 an seinen Jugendverein FC Valencia ausgeliehen ist.

## Karriere

### Verein
In seiner Kindheit und Jugend spielte Mir für verschiedene kleinere Vereine, bis ihm im Sommer 2009 der Sprung zur Jugendabteilung von Barça gelang. Seine Profikarriere allerdings begann beim FC Valencia. Nach einigen Jahren in der Zweiten Mannschaft gab er sein Profi- als auch Startelfdebüt am 5. Spieltag der UEFA Champions League 2015/16 gegen Zenit Sankt Petersburg. 2018 wechselte er zu Wolverhampton Wanderers und wurde im Anschluss an UD Las Palmas ausgeliehen. Es folgten weitere Leihen zu Nottingham Forest und SD Huesca.
Mit starken Leistungen bei Huesca machte Rafa Mir auf sich aufmerksam, alleine in der La Liga-Spielzeit 2020/21 gelangen ihm 13 Treffer. Gerüchte gerieten in Umlauf, sein Jugendverein, der FC Barcelona, sowie Atletico Madrid seien an dem bulligen Mittelstürmer interessiert. Im August 2021 wechselte Mir schlussendlich aber zum FC Sevilla. Kolportiert wird eine Ablöse von 16 Millionen Euro. In der Saison 2022/23 bestritt er 26 von 38 möglichen Ligaspielen, in denen er sechs Tore schoss, vier Pokalspiele mit einem Tor, drei Spiele in der Champions League mit ebenfalls einem Tor und drei Spiele in der Europa League. Die Saison endete mit dem Gewinn der Europa League 2022/23. Nachdem er in der anschließenden Spielzeit 2023/24 nur noch 15 Ligaspiele mit der Mannschaft bestritten hatte, kehrte er im Sommer 2024 auf Leihbasis mit anschließender Kaufoption zum FC Valencia zurück.

### Nationalmannschaft
Ende Juni 2021 wurde Mir in den Kader der spanischen Olympiaauswahl für das Fußballturnier der Olympischen Sommerspiele 2021 berufen. Hier konnte er in sechs Spielen insgesamt drei Tore erzielen und gewann mit Spanien die Silbermedaille.

## Erfolge
- Gewinner Europa League: Europa League 2022/23